# Ikosaedarski fraktal
Ikosaedarski fraktal je fraktal kod kojeg se ikosaedar zamijeni s 12 manjih ikosaedara u svakom vrhu. To je jedan od rijetkih geometrijskih fraktala u trodimenzionalnom prostoru koji nema svoj dvodimenzionalni analogon.

## Konstrukcija
Napravi se 12 novih ikosaedara s faktorom skaliranja od {\displaystyle {\frac {1}{1+\phi }}\approx 0.382}, gdje je φ vrijednost zlatnog reza, {\displaystyle \phi ={\frac {1+{\sqrt {5}}}{2}}}. Ti se ikosaedri postave unutar početnog ikosaedra tako da s njim dijele po jedan vrh. Faktor skaliranja je takav da se manji ikosaedri dodiruju. Fraktalna dimenzija je {\displaystyle {\frac {\log 12}{\log(1+\phi )}}\approx 2.5819}.